# Monument aux morts de Mézin

Le monument aux morts est situé à côté de l'église Saint-Jean-Baptiste, à Mézin, département de Lot-et-Garonne.

## Historique
Le monument a été réalisé en 1925 par le sculpteur Daniel-Joseph Bacqué originaire de Vianne et fondu par Grandhomme et Andro, fondeurs à Paris. 
Ce monument aux morts est inscrit au titre des monuments historiques le 21 octobre 2014,,.

## Description
Le monument représente La France victorieuse arrêtant le combat.